# اندرو ون آرسدیل
تونی بازبی انگلیسی: Andrew Van Arsdale؛ زادهٔ دوم اوت ،۱۹۸۱ (۴۳–۴۴ سال)) یک وکیل آمریکایی است که به خاطر کارش در زمینه آسیب‌های شخصی و حمایت از بازماندگان سوء استفاده جنسی شناخته شده است.
اندرو ون آرسدیل که اهل بیلینگز، ایالت مونتانا بود، جهت ادامه کار، به ویژه برای کسانی که توسط شرکت‌های قدرتمند مورد ظلم قرار گرفته بودند، به سن دیگو، کالیفرنیا نقل مکان کرد.

## تحصیل
ون آرسدیل مدرک لیسانس خود را در رشته جامعه‌شناسی با رشته تاریخ در دانشگاه ایالتی مونتانا در بوزمن، مونتانا دریافت کرد. او مدرک دکترای حقوقی خود را از دانشکده حقوق دانشگاه سن دیگو در سن دیگو، کالیفرنیا دریافت کرد.

## پرونده آزار پیشاهنگان آمریکایی
در ارتباط با سوء استفاده در پیشاهنگی، یک جنبش قانونی متشکل از تیمی از وکلا، ون آرسدیل تقریباً ۱۶۰۰۰ بازمانده از آزار جنسی را در پیشاهنگان آمریکا نمایندگی می‌کند. این افراد ادعا می‌کنند که توسط پیشاهنگان و داوطلبان مورد آزار جنسی قرار گرفته‌اند و این سازمان عمداً سوء استفاده آنها را در گزارش‌های مخفی موسوم به " پرونده‌های انحرافی " پنهان کرده است.

## در ارتباط بااتهام‌های سوء رفتار جنسی شان کمبز
اندرو ون آرسدیل، یکی از وکلای شاکیان شان کمبز، در ماه اکتبر ۲۰۲۴ به واشینگتن پست گفت که پرونده‌های آتی «از لحاظ گستردگی بی‌سابقه» بوده و شامل اتهاماتی از سوی مردان و زنان است که در زمان حملات ادعایی بین ۹ تا ۳۸ سال سن داشتند. اندرو ون آرسدیل افزود که در هفته‌های آینده ۱۲۰ رسیدگی به شکایت فردی در نیویورک، لس آنجلس و میامی تشکیل خواهد شد.
همچنین وکیل تونی بازبی در پیش نمایش خود از شکایت‌های آینده گفت: «افراد قدرتمند بسیاری … و بسیاری از اسرار کثیف» در این پرونده مطرح خواهند شد. او افزود که تیمش «تصاویر، ویدئو، متن‌ها» را جمع‌آوری کرده است.